# Fort Dodge
Ytterligare en plats med samma namn, se Fort Dodge (Kansas)
Fort Dodge är administrativ huvudort i Webster County i delstaten Iowa, USA. Fort Dodge är administrativ huvudort (county seat) i Webster County.